# Crawfordapis
Crawfordapis är ett släkte av bin. Crawfordapis ingår i familjen korttungebin.
Kladogram enligt Catalogue of Life:
| Crawfordapis | \| \| Crawfordapis crawfordi \| \| \| \| \| \| Crawfordapis luctuosa \| \| \| \| |
|              | \| \| Crawfordapis crawfordi \| \| \| \| \| \| Crawfordapis luctuosa \| \| \| \| |
|              | Crawfordapis crawfordi                                                           |
|              |                                                                                  |
|              | Crawfordapis luctuosa                                                            |
|              |                                                                                  |

## Bildgalleri